# Protarctos
Il protarcto (gen. Protarctos) è un mammifero carnivoro estinto, appartenente agli ursidi. Visse tra il Pliocene e il Pleistocene inferiore (circa 4 – 1,5 milioni di anni fa) e i suoi resti fossili sono stati ritrovati in Europa, Nordamerica e Asia.

## Descrizione
Questo animale doveva assomigliare molto a un attuale orso tibetano (Ursus thibetanus), sia nella forma del corpo che nelle dimensioni, anche se era di costituzione più leggera e probabilmente era leggermente più piccolo di un maschio adulto della specie attuale; è possibile che un maschio adulto della specie Protarctos abstrusus arrivasse ai 90 chilogrammi di peso, fosse lungo circa 1,5 metri e fosse alto 80 centimetri al garrese.
Le specie appartenenti al genere Protarctos differivano da altri ursini per la natura primitiva della loro morfologia dentaria.
Possedevano una fronte piatta che ricopriva un sinus frontale non rigonfio, e una cresta sagittale che si proiettava all'indietro fino a sovrastare il condilo occipitale. Questa cresta era sicuramente un grosso punto di inserzione per potenti muscoli masticatori. Protarctos possedeva il quarto premolare superiore con un piccolo protocono distinto, situato al livello della tacca carnassiale, mentre il secondo molare superiore era dotato di un tallone poco sviluppato e non molto allungato. In generale, la dentatura di Protarctos non mostra particolari specializzazioni per la dieta erbivora.

## Classificazione
Il genere Protarctos venne istituito da Miklós Kretzoi nel 1945, per accogliere una specie di orso (Ursus boeckhi) proveniente dal Pliocene della Romania, precedentemente descritta da Schlosser nel 1899. In seguito, a questo genere sono state attribuite con qualche incertezza altre specie di ursidi plio-pleistocenici, variamente accostate al genere Ursus attuale: P. abstrusus del Nordamerica, P. yinanensis della Cina e P. ruscinensis dell'Europa occidentale. Queste ultime due specie sono state anche attribuite alla specie Ursus minimus; la classificazione di queste forme basali del genere Ursus e di altri Ursinae basali non è chiara.
In ogni caso, sembra che le specie attribuibili al genere Protarctos non siano a tutti gli effetti antenati del genere Ursus, e quindi sarebbero effettivamente da classificare in un genere a sé stante.

## Paleoecologia
La specie Protarctos abstrusus, inizialmente nota per resti dentari rinvenuti in Idaho, è ben conosciuta per fossili provenienti dall'isola di Ellesmere, nelle regioni artiche del Canada. Questi fossili presentano tracce di carie dentali e suggeriscono una dieta ad alto contenuto di carboidrati fermentabili. Insieme ai resti di questa specie sono stati ritrovati numerosi fossili di piante, tra cui molte bacche di diversi tipi; ciò suggerisce che P. abstrusus potrebbe aver sfruttato una dieta ricca di zuccheri nel corso dell'autunno, proprio come gli orsi neri attuali, per aumentare le riserve di grasso e facilitare l'ibernazione. La tendenza verso diete ricche di zuccheri sembra essersi sviluppata presto nella sottofamiglia Ursinae, e potrebbe aver giocato un ruolo fondamentale nell'aver permesso a questi orsi di occupare habitat freddi (Wang et al. 2017).